# Ga-68-Trivehexin

Strukturformel von ^{68}Ga-Trivehexin

68Ga-Trivehexin ist ein Radiotracer für Positronenemissionstomographie (PET), der durch Radiomarkierung des Peptid-Konjugates Trivehexin mit dem Positronenemitter Gallium-68 (68Ga) erhalten wird. 68Ga-Trivehexin bindet an den Zelloberflächenrezeptor αvβ6-integrin und reichert sich nach intravenöser Applikation in Geweben mit erhöhtem αvβ6-Integrin-Gehalt an. 68Ga-Trivehexin-PET kann daher für die Bildgebung und Diagnostik von Krankheiten verwendet werden, die auf einer erhöhten zellulären Expression von αvβ6-Integrin beruhen.
αvβ6-Integrin, das biologische Target von 68Ga-Trivehexin, ist ein heterodimeres Transmembranprotein, das zur Gruppe der Zelladhäsionsrezeptoren gehört und dessen primärer natürlicher Ligand der aus latency associated peptide (LAP) und dem Transformierenden Wachstumsfaktor beta 1 (TGF-β1) bestehende Proteinkomplex ist. Durch Bindung von αvβ6-integrin an LAP wird TGF-β1 freigesetzt und damit aktiviert. In frühen Stadien der Krebsentwicklung fungiert TGF-β1 zwar als Tumorsuppressor, befördert in fortgeschrittenen Tumorstadien jedoch ein invasives und metastatisches Wachstum, und induziert außerdem Fibrose, besonders in der Lunge. Als möglicherweise wichtigster Aktivator von TGF-β1 ist αvβ6-Integrin daher vielfach in soliden Tumoren und fibrotischem (Lungen-)Gewebe überexprimiert, weshalb 68Ga-Trivehexin-PET hauptsächlich in diesem Zusammenhang Beachtung findet.

## Chemische Eigenschaften und Synthese

### Der Markierungsvorläufer Trivehexin
Wie die meisten für die Radiomarkierung mit radioaktiven Metallionen bestimmten Verbindungen besteht Trivehexin aus einem mehrzähnigen Komplexliganden (einem sogenannten Chelator) für eine möglichst kinetisch inerte Bindung des 68GaIII-Ions sowie den Bioligand(en) für die Bindung an αvβ6-Integrin. Der in Trivehexin enthaltene Chelator ist ein Triazacycloalkan mit 3 Phosphinsäure-Substituenten, mit der Grundstruktur 1,4,7-Triazacyclononan-1,4,7-triphosphinat (in der einschlägigen Literatur als TRAP bezeichnet). Das an αvβ6-Integrin bindende Strukturmotiv ist ein zyklisches Nonapeptid mit der Aminosäuresequenz cyclo(YRGDLAYp(NMe)K).
Trivehexin enthält drei dieser Cyclopeptide, welche über die terminalen primären Amingruppen der Seitenketten der N-Methyl-Lysine kovalent an den zentralen TRAP-Chelator gebunden sind, und zwar als Amide an drei in TRAP enthaltene, äquivalente Carbonsäurefunktionen. Trivehexin besitzt daher eine C3-symmetrische Struktur mit drei äquivalenten Peptideinheiten. Die eigentliche Synthese der Konjugate erfolgte allerdings nicht durch direkte Amidkopplung. Zunächst wurde das Peptid über einen Linker mit einem endständigen Alkin funktionalisiert, und TRAP vermittels dreier Linker mit endständigen Aziden versehen. Die beiden Komponenten wurden anschließend mittels Kupfer(I)-katalysierter Alkin-Azid-Cycloaddition (CuAAC, auch bekannt als Huisgen-Reaktion, eine sogenannte Click-Chemie-Reaktion) zusammengefügt, was der Grund für das Vorhandensein der verbrückenden 1,3-Triazol-Einheiten in der Struktur von 68Ga-Trivehexin ist.

### 68Ga-Radiomarkierung
68Ga-Trivehexin ist ein radioaktives Arzneimittel. Das enthaltene radioaktive Atom Gallium-68 (68Ga) zerfällt mit einer Halbwertszeit von ungefähr 68 Minuten zu dem stabilen Zinkisotop Zink-68 (68Zn). Dies geschieht zu 89 % durch β+-Zerfälle, wobei jeweils ein Positron mit einer maximalen kinetischen Energie von 1.9 MeV emittiert wird. Die verbleibenden 11 % sind EC-Zerfälle. Wegen der kurzen Halbwertszeit kann 68Ga-Trivehexin nicht „auf Vorrat“ hergestellt und gelagert werden, sondern das 68Ga-Atom muss kurz vor der Anwendung in das Molekül eingebaut werden. Dieser Vorgang wird Radiomarkierung genannt und erfolgt durch Komplexierung des trivalenten Kations 68GaIII durch den in Trivehexin enthaltenen TRAP-Chelator.
68GaIII wird üblicherweise aus einer tragbaren Radionuklidquelle, einem Gallium-68-Generator, in verdünnter Salzsäure (0.04–0.1 M) erhalten (oftmals ungenau als „68Ga-Chlorid in HCl“ bezeichnet, obwohl keine molekularen Spezies enthalten sind, welche eine Ga–Cl Bindung enthalten, sondern nur Hydratkomplexe mit der Formel [68Ga(H2O)6]3+). Für die Radiomarkierung muss der pH-Wert des 68Ga-enthaltenden Generatoreluats zunächst vom anfänglich stark sauren Bereich (je nach HCl-Konzentration pH 1–1.5) mittels geeigneter Puffersubstanzen wie Natriumazetat auf pH 2–3.5 angehoben werden. Nach Zugabe von Trivehexin (5–10 nmol) zur gepufferten 68Ga-Lösung wird kurz (2–3 min) auf 50–100 °C erhitzt, um die Komplexbildung zu vervollständigen.

## Anwendung in der Medizinischen Bildgebung

### αvβ6-Integrin als molekulare Zielstruktur
αvβ6-Integrin findet sich auf den meisten Zelltypen von erwachsenen Menschen nur in geringer Dichte. Im Zuge verschiedener Erkrankungen wird es jedoch mitunter stark überexprimiert, beispielsweise bei Krebs oder Fibrose, hierbei insbesondere der idiopathischen Lungenfibrose.
αvβ6-Integrin kommt normalerweise nur auf Epithelzellen vor, weshalb es naheliegend ist, dass es sich in erhöhter Menge vor allem auf der Oberfläche vieler Karzinome (synonym zu epithelialen Krebsarten) findet. 68Ga-Trivehexin kann darum für die PET-Bildgebung von αvβ6-integrin-positivem Krebs Anwendung finden (also Krebsformen, deren Zellen regulär eine erhöhte αvβ6-Integrindichte aufweisen). Dies umfasst insbesondere Bauchspeicheldrüsenkrebs, nichtkleinzelliges Bronchialkarzinom, verschiedene Plattenepithelkarzinome, besonders solche in der Mundhöhle und der Speiseröhre, sowie Brust-, Eierstock- und Blasenkrebs. Im Kolorektalkarzinom findet sich αvβ6-Integrin vor allem bei den aggressiveren Formen und ist ein prognostischer Indikator für das Gesamtüberleben.
68Ga-Trivehexin hat eine hohe Bindungsaffinität gegenüber αvβ6-Integrin (IC50 = 0.047 nM). Die Affinität zu anderen RGD-bindenden Integrinen ist deutlich niedriger (die IC50 für αvβ3, αvβ8 und α5β1 betragen 2.7, 6.2 bzw. 22 nM, wobei höhere IC50-Werte geringere Affinität bedeuten). 68Ga-Trivehexin besitzt demzufolge eine hohe Selektivität für αvβ6-Integrin.

### Bildgebung
Da 68Ga ein Positronenemitter ist, wird 68Ga-Trivehexin für Positronenemissions-Tomographie (PET) verwendet. PET ist als Einzelverfahren allerdings mittlerweile größtenteils der Kombination PET/CT und der selteneren (weil teureren) PET/MRT gewichen. Diese Verfahren, welche geräteseitig die gekoppelte Anwendung morphologischer (CT bzw. MRT) und funktionaler (PET) Bildgebungsmodalitäten in einer einzigen Untersuchung realisieren, stellen dem behandelnden ärztlichen Personal detailliertere und medizinische aussagekräftigere Informationen zur Verfügung und werden daher in der Praxis bevorzugt.
Für eine klinische PET/CT-Diagnostik wird zunächst eine Aktivität von 80–150 MBq 68Ga-Trivehexin intravenös (i.v.) appliziert. Der Tracer verteilt sich anschließend mit dem Blutstrom und durch Diffusion in das Gewebe und bindet an sein Target αvβ6-Integrin, wobei überschüssiger Tracer über die Niere und letztlich den Urin ausgeschieden wird. 68Ga-Trivehexin, und damit das positronenemittierende Radionuklid 68Ga, werden also bevorzugt von Geweben mit hohem Gehalt an αvβ6-Integrin angereichert (beispielsweise von Krebs). Anschließend wird ein PET/CT-Scanner verwendet, um die durch die Annihilation der von 68Ga emittierten Positronen entstehende Gammastrahlung zu detektieren (wohlgemerkt, nicht die Positronen selbst, da diese den Körper überhaupt nicht verlassen, sondern im Gewebe nur wenige Millimeter weit vordringen). Die räumliche Verteilung der Annihilationsereignisse wird anschließend aus den aufgezeichneten Rohdaten mittels eines aufwendigen Rechenverfahrens rekonstruiert. Schlussendlich wird ein Datensatz der räumlichen Radioaktivitätsverteilung generiert, aus dem sich grundsätzlich die Verteilung von αvβ6-Integrin im Gewebe in Form von Schnittbildern oder dreidimensional gerendert darstellen lässt. Die PET/CT-Aufnahme erfolgt normalerweise 45–60 min nach der i.v.-Gabe von 68Ga-Trivehexin.

### 68Ga-Trivehexin für die PET/CT Bildgebung bei Krebs

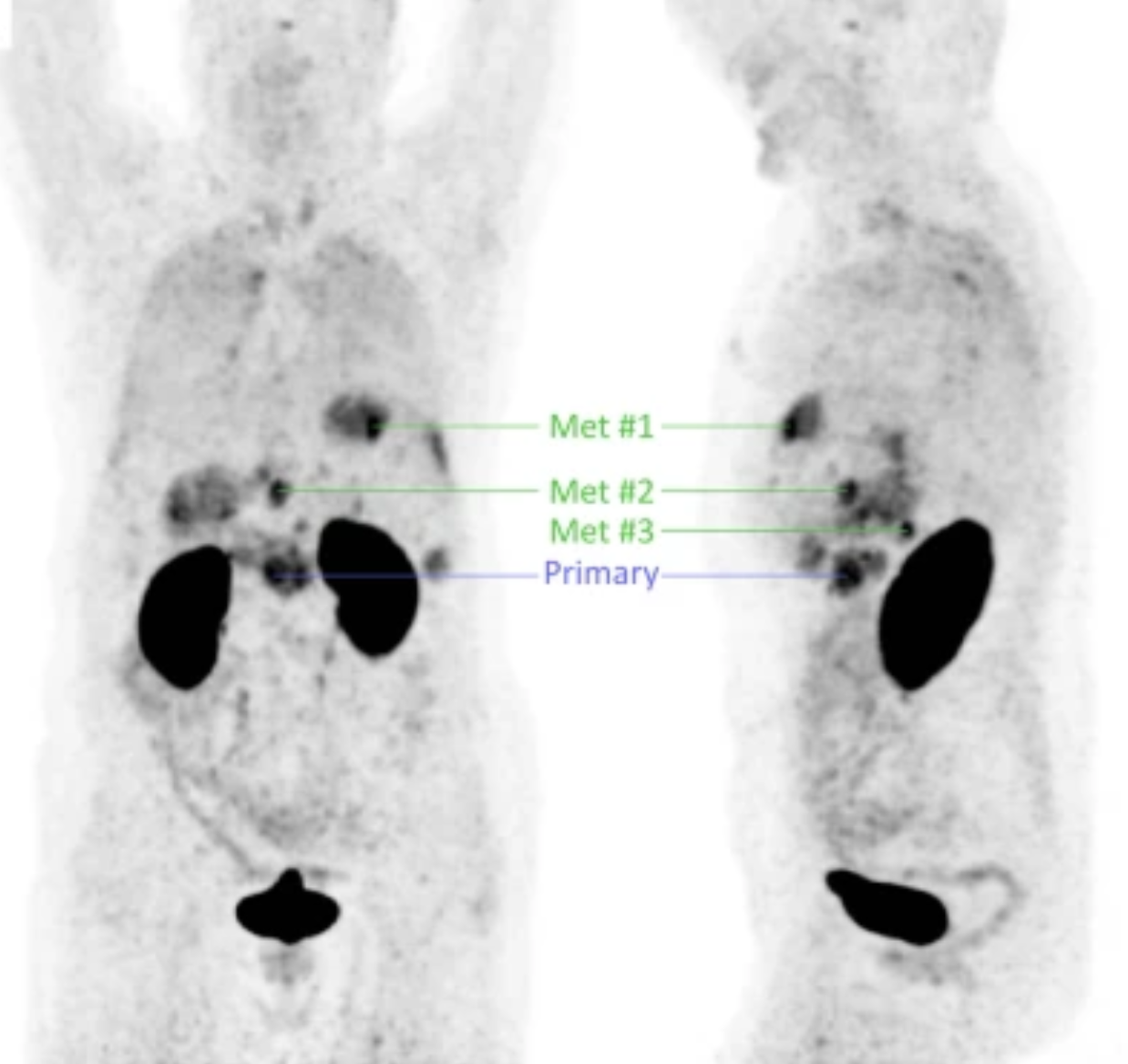
^{68}Ga-Trivehexin-PET-Aufnahme einer Patientin mit duktalem Pankreaskarzinom (PDAC), dargestellt als Maximalintensitätsprojektionen in frontaler (links) und seitlicher (rechts) Position. Deutlich abgegrenzt ist der Primärtumor im Pankreaskopf (Primary) sowie insgesamt 7 Lebermetastasen (die 3 größten sind mit Met#1, Met#2 und Met#3 bezeichnet). Durch renale Ausscheidung ist darüber hinaus ein prominentes Signal in den Nieren (jeweilig Bildmitte) und im Inhalt der Harnblase (untere Bildregionen) zu beobachten.

68Ga-Trivehexin hat bisher keine Marktzulassung erhalten. Es wird derzeit hauptsächlich für die experimentelle Bildgebung der αvβ6-Integrin-Expression im Zusammenhang mit Krebs verwendet. Im Vergleich mit anderen αvβ6-Integrin-gerichteten Tracern zeigte sich 68Ga-Trivehexin besonders geeignet für die Darstellung des duktalen Pankreaskarzinoms (PDAC), da es hohe Tumoranreicherung und geringe Aufnahme im Magen-Darm-Trakt aufwies (siehe Beispielbild). 68Ga-Trivehexin wurde bisher für die klinische PET/CT bei einzelnen Fällen und 2 Kohorten (12 und 44 Personen) mit vermutetem oder gesichertem PDAC verwendet, außerdem zur Darstellung eines Tonsillenkarzinoms mit Hirnmetastasen, eines bronchialen Mukoepidermoidkarzinoms, eines muzinösen Lungen-Adenokarzinoms, zur Diagnose von Fernmetastasen beim Nebenschilddrüsen-Karzinom, bei papillärem Schilddrüsenkrebs und Brustkrebs. Im Rahmen der Diagnostik von Primärem Hyperparathyroidismus (PHPT) erreichte die68Ga-Trivehexin PET/CT bei der Lokalisation von Nebenschilddrüsen-Adenomen eine Sensitivität von 94,1 % und detektierte außerdem sogenannte braune Tumore (ostitis fibrosa cystica generalisata), welche als Folge übermäßigen Knochenabbaus bei anhaltender Nebenschilddrüsenüberfunktion auftreten. In einer Kohorte von 20 vermuteten (19 gesicherten) Fällen von Plattenepithelkarzinomen im Kopf-Hals-Bereich (HNSCC) zeigte 68Ga-Trivehexin-PET eine höhere Sensitivität (92,5 %), einen höheren positiven Vorhersagewert (100 %) und höhere Korrektheit (93 %) als das Standard-18F-FDG-PET, für welches Sensitivität, positiver Vorhersagewert und Korrektheit 90 %, 93,1 % bzw. 84,3 % betrugen.

### 68Ga-Trivehexin für die PET/CT Bildgebung bei Fibrose
Angesichts der bekannten Expression von αvβ6-Integrin bei beginnender Lungenfibrose wurde 68Ga-Trivehexin für die PET/CT-Bildgebung der idiopathischen Lungenfibrose (IPF) angewendet. In explorativen Studien konnte mit 68Ga-Trivehexin ein IPF-spezifisches PET-Signal erhalten werden, während dieselben Gewebebereiche mit dem Standard-PET-Tracer 18F-FDG unauffällig waren. 68Ga-Trivehexin zeigte eine Gewebeaufnahme von SUVmax = 5,53 und ermöglichte eine klare Abgrenzung des fibrotischen Lungengewebes mittels PET/CT.